# (2048) Dwornik
(2048) Dwornik ist ein Asteroid des inneren Hauptgürtels, der am 27. August 1973 von der US-amerikanischen Astronomin Eleanor Helin am Palomar-Observatorium in Kalifornien bei einer Helligkeit von 15 mag entdeckt wurde.
Der Asteroid wurde von der Entdeckerin nach dem Geologen Stephen E. Dwornik (1926–2012) benannt, der für seine Rolle bei der Erforschung des Mondes und der Planeten durch unbemannte Raumsonden bekannt ist. Als Leiter der Planetologie-Programme der NASA war er maßgeblich an der Anwendung der systematischen geologischen Kartierung von Mars und Merkur beteiligt.
Aufgrund seiner Bahneigenschaften gilt (2048) Dwornik als Mitglied der Hungaria-Gruppe und bewegt sich noch innerhalb des Hauptgürtels i. e. S. im Bereich einer stabilisierenden 9:2-Bahnresonanz mit Jupiter.

## Wissenschaftliche Auswertung
Eine Auswertung von Beobachtungen durch das Projekt NEOWISE im nahen Infrarot führte 2011 zu vorläufigen Werten für den Durchmesser von 2,6 km. Für die Albedo im sichtbaren Bereich konnte kein plausibler Wert abgeleitet werden.
Als Asteroid der seltenen Tholen-Spektralklasse E besitzt (2048) Dwornik durch eine mineralische Oberfläche wahrscheinlich eine hohe Albedo. Beobachtungen am 16. November 2004 am Telescopio Nazionale Galileo (TNG) auf La Palma und am 20. Januar 2007 am New Technology Telescope (NTT) in Chile bestätigten den E-Typ. Spektroskopische Untersuchungen des Asteroiden mit der Infrared Telescope Facility (IRTF) auf Hawaiʻi in 2001 wiesen darauf hin, dass seine Oberfläche aus einer Mischung von Aubriten dominiert wird. Nach einer weiteren Beobachtung am 16. August 2003 an der IRTF erfolgte eine taxonomische Zuordnung zum Xn- bzw. L-Typ.
Aus photometrischen Messungen vom 27. April bis 7. Juni 2000 am Charkiw-Observatorium in der Ukraine und am Krim-Observatorium in Simejis konnte erstmals eine Bestimmung der Rotationsperiode zu 3,664 h erfolgen. Am Palmer Divide Observatory in Colorado erfolgten mehrfach Versuche, aus der Lichtkurve die Rotationsperiode zu bestimmen. Aus Beobachtungen vom 24. bis 26. März 2008 konnte nur eine unsichere Bestimmung erfolgen. Eine bessere Bestimmung gelang vom 3. bis 8. Mai 2011, als ein Wert von 3,78 h abgeleitet wurde.
Beobachtungen am 14. und 15. Juni 2011 am Lowell-Observatorium in Arizona mit dem 0,55-m-LONEOS-Schmidt-Teleskop ergaben nur eine stark verrauschte Lichtkurve. Unmittelbar darauf wurden dann am 17. und 18. Juni weitere Beobachtungen mit einem 0,7-m-Teleskop durchgeführt, die ein besseres Ergebnis lieferten. Daraus konnte eine Rotationsperiode von 3,679 h abgeleitet werden.
Neue Messungen vom 22. Januar bis 2. Februar 2013 am Palmer Divide Observatory führten wieder zu keinem Ergebnis, aber Beobachtungen vom 5. bis 8. Juni 2014 am Center for Solar System Studies (CS3) ergaben wieder eine bessere Bestimmung der Rotationsperiode zu 3,730 h. Bei neuen Messungen vom 21. Januar bis 3. Februar 2016 am CS3 konnte dann eine Rotationsperiode von 3,780 h erhalten werden. Dabei wurden erstmals Hinweise darauf gefunden, dass es sich bei (2048) Dwornik möglicherweise um ein binäres System handeln könnte (was auch die Schwierigkeiten in den früheren Bestimmungen der Rotationsperiode erklären könnte). Dieses Ergebnis ist aber nicht gesichert und es wurden genaue Untersuchungen bei weiteren Erscheinungen des Asteroiden als notwendig erachtet. Beobachtungen vom 6. bis 9. Juni 2021 am CS3 lieferten nur ein ungenaueres Ergebnis von 3,64 h.